# Christian Conrad Danneskiold-Laurvig

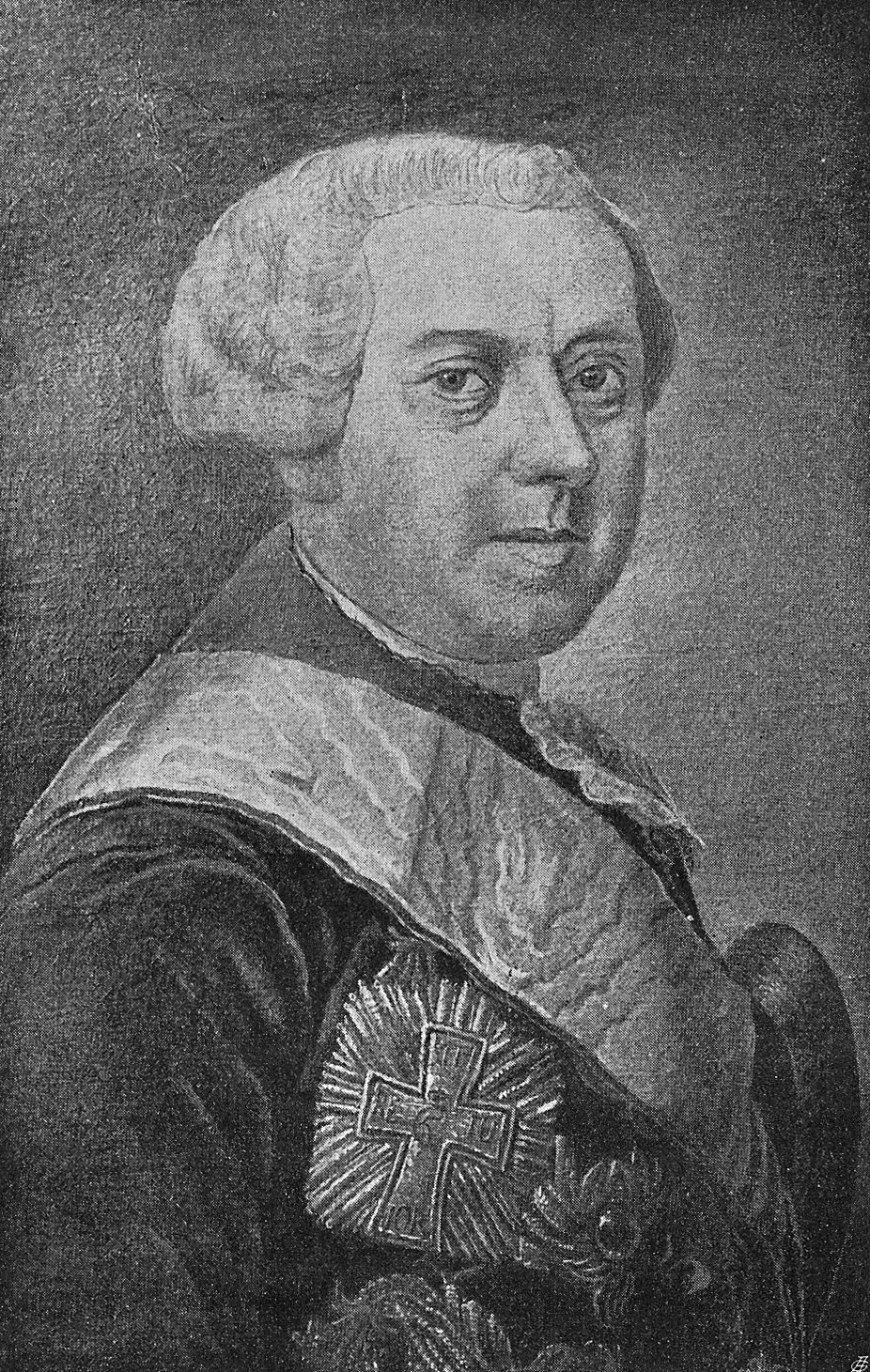
Christian Conrad Danneskiold-Laurvig.

Christian Conrad Danneskiold-Laurvig, född 12 maj 1723, död 9 april 1783, var en dansk amiral och greve. 
Danneskiold-Laurvig blev 1767 chef för marinförvaltningen. Han gjorde sig främst känd genom sin oduglighet, och för sina sexuella utsvävningar.